# Quilmes
Quilmes és una ciutat argentina situada sobre la costa del Riu de la Plata, al sud-est de l'àrea metropolitana de Buenos Aires; a 19 km del seu accés més pròxim a la Ciutat Autònoma de Buenos Aires. És la capçalera del partido homònim i una de les ciutats més antigues de la província, fundada l'any 1666. La seva població la situa en el setè lloc a nivell provincial i en el divuitè en tot el país.

## Toponímia
En 1665, els Kilmes, una comunitat indígena de l'actual província de Tucumán, van ser deportats pels espanyols. Van arribar a la costa de la província de Buenos Aires en 1666 i van formar la primera població al sud del Rierol: la Reducció de la Santa Cruz dels Kilmes (castellanitzat a Quilmes). D'aquí el nom amb el qual la ciutat és coneguda avui.